# PlayStation Vita
PlayStation Vita (PS Vita) este o consolă de jocuri portabilă sub dezvoltarea a Sony Computer Entertainment. Este succesorul PSP-ului (PlayStation Portable) ca parte a familiei de dispozitive pentru divertisment. Lansarea este anunțată la sfârșitul lui 2011 în Japonia și unele parți din Asia și la începutul lui 2012 pentru America de Nord și Europa (directorul general a mențonat că intenționează să lanseze consola pâna la sfârșitul anului financiar al guvernului din Japonia, respectiv 31 martie).
Consola conține 2 butoane de tip analog stick (spre deosebire pe predecesorul său care deține unul) , un ecran OLED multi-tactil cu o diagonală de 5-inch (12,7 cm), de asemenea are Bluetooth, Wi-Fi și opțional 3G. Intern are un procesor 4 core ARM Cortex-A9 core și o placă grafică SGX543MP4+.
Din cele relatate la conferințtele de presă se observă faptul că PSV se va baza pe socializare, atât între utilizatori consolei cu ajutorul aplicațiilor pre-instalate (Mesaj PSN, prieteni) cât și prin intermediul rețelelor de socializare (facebook, twitter) și Foursquare (o rețea de socializare bazată pe localizare).

### Hardware
Pentru început nu se cunoaște decât varianta neagră și cea argintie prezentate de către sony la conferința de presă „E3” și nu se știe dacă vor apărea și alte versiuni.
Playstation Vita va fi vândut în două modele, dintre care unul cu o placă Wi-Fi IEEE 802.11b/g/n cu infrastuctură și Ad-Hoc, Bluetooth® 2.1+EDR (A2DP/AVRCP/HSP) care are o viteză nominală de 3 megabiți pe secundă și una practică de 2,1 megabiți pe secundă cu o rază de acoporire de aproximativ 1 metru (combatibil doar pentru căști) care nu va putea utiliza un calculator sau telefon ca modem pentru conectarea la internet și altul care va avea în plus 3G. Modelul 3G va fi prevăzut cu un spațiu pentru cartela SIM.
Dispozitivul are design-ul de "super oval" asemănătoare cu predecesorul său, iar o importantă imbunătățire constă în cele 2 butoane de tip stick analog asigurând utilizatorului o experiență uimitoare pentru jocurile de gen „trăgător la prima personă”. Forma Acestora a fost îmbunătățită renunțându-se la forma rigidă de la PSP și fiind înlocuită cu un buton de culoare neagră mat în centru si ușor lucios pe margine. De asemenea a fost adus în folosință design-ul de la manetele de PS2/PS3 ceea ce face ca cele două butoane să fie mult mai practice.
A fost păstrat formatul de Playstation, consola conținând un D-pad cu cele 4 direcții (sus, jos, stânga, dreapta) și 8 butoane (sus, jos, stânga, dreapta, sus-stânga, sus-dreapta, jos-stânga, jos-dreapta), butoanele de acțiune (Triunghi, cerc, x, pătrat) (, ,  ), un buton de putere, alte două pentru controlarea volumui și desigur butoanele de tip „umăr” (L, R).
Playstation Vita are un ecran OLED multi-tactil cu diagonala de 12,7 cm rezoluție 16:9 960*544pixeli cu 16 milioane de culori iar pe spate, exact opus ecranului, se află o zonă tactilă cu aceleași dimensiuni, ambele suprafețe fiind de tip capacitiva care permite folosirea simultană a mai multor puncte de contact, aceași tehnologie se găsește și la majoritatea dispozitivelor tactile de la Apple gen Iphone . Are un senzor de mișcare SIXAXIS cu 6 axe(un giroscop cu 3 axe și un accelerometru cu 3 axe. Odată cu cele două caracteristici adresate consolei vine și competiția cu produsele de la Apple și Nintendo. Pe lângă acestea conține o busolă electronică cu 3 axe.
Două camere sunt disponibile (1 în față și 1 în spate):
- Cea din față este situată în partea de sus dreapta imediat lângă ecran și butoanele de acțiune. Are o frecvență de 120 frame-uri pe secundă și o rezoluție maximă de 320*240pixeli.
- Cea din spate este situată în partea de sus centru deasupra zonei tactile. Are o frecvență de 60 frame-uri pe secundâ și o rezoluție maximă de 640*480pixeli.

În partea superioară se regăsesc două slot-uri:
- unul pentru noul card flash „NVG” asemănător cu cel de la consola Nintendo
- unul pentru un card de memorie SD

Renunțându-se astfel la memoria proprie folosită la PSP GO și de asemenea la UMD folosit la restul PSP-urilor.
Datorită spațiului ocupat de zona tactilă din spatele consolei s-a renunțat și la idea de baterie ejectabilă (întâlnită la majoritatea dispozitivelor portabile).

### Software
Playstation Vita este combatibilă cu toate titlurile pentru PSP lansate digital pe PSN (PlayStation Network). Ea va renunța la vechea interfață XrossMediaBar (XMB) care va fi înlocuită de „LiveArea” bazată pe folosirea ecranului tacil. Sistemul se va baza pe socializare prin intermediul internetului.
Aplicații:
- NEAR (tradus „proximitate” sau „apropriere” este o aplicație creată special pentru PS Vita. Cu ajutorul internetului indetifică poziția utilizatorului și a celorlalte console pentru a face cunoscută poziția actuală față de ceilalți utilizatori și pentru a discuta/juca/împarti orice. Se poate conecta și prin modul Wi-Fi dar pentru un rezultat mai satisfăcător este recomandată o conexiune 3G. Se poate folosi în 3 moduri : Întreaga lume, Țară, și apropriere.